# Gouvernement Fokine
 (avril 2023).
Ukraine
Massol I Koutchma
Le gouvernement Fokine (en ukrainien : Уряд Вітольда Фокіна, est le gouvernement ukrainien du 18 avril 1991 au 25 février 1992.

## Composition du premier cabinet des ministres
Fokine est nommé le 14 novembre 1990, la formation du gouvernement prend plusieurs mois.
| Fonction                                                          | Titulaire | Titulaire                                                           | date de fonction |
| ----------------------------------------------------------------- | --------- | ------------------------------------------------------------------- | ---------------- |
| Premier ministre                                                  |           | Vitold Fokine                                                       | 18 avril         |
| Premier vice-Premier ministre                                     |           | Konstantin Massyk jusqu'au 29 octobre 25 février 92 : Viktor Sytnyk | 21 mai           |
| vice-Premier ministre                                             |           | Oleksandr Masselsky                                                 | 21 mai           |
| ministre de l'économie                                            |           | Anatoliy Minchenko                                                  | 21 mai           |
| ministre du complexe de défense et de la conversion               |           | Viktor Antonov                                                      | 21 mai           |
| ministre de l'agriculture                                         |           | Oleksandr Tkachenko                                                 | 21 mai           |
| ministre du cabinet des ministres                                 |           | Volodymyr Pekhota                                                   | 21 mai           |
| ministre de l'investissement et de la construction                |           | Volodymyr Boryssovsky                                               | 5 juin           |
| ministre de l'industrie et des transports                         |           | Viktor Hladush                                                      | 5 juin           |
| ministre des privatisations                                       |           | Volodymyr Lanovyi                                                   | 5 juin           |
| ministre de la défense des situations d'urgence et de la sécurité |           | Ievhen Martchouk                                                    | 5 juin           |
| ministre des affaires internes                                    |           | Andriy Vassylychin                                                  | 5 juin           |
| ministre de la justice                                            |           | Vitali Boïko                                                        | 5 juin           |
| ministre des finances                                             |           | Oleksandr Kovalenko 23 octobre 1991 : Hryhoriy Pyatachenko          | 5 juin           |
| ministre du commerce                                              |           | Oleh Slepichev                                                      | 5 juin           |
| ministre de la santé                                              |           | Youri Spijenko                                                      | 5 juin           |
| ministre des affaires étrangères                                  |           | Anatoliy Zlenko                                                     | 6 juin           |
| ministre de la forêt                                              |           | Valeriy Samoplavsky                                                 | 6 juin           |
| ministre de l'énergie et de l'électrification                     |           | Vitaliy Sklyarov                                                    | 6 juin           |
| ministre des statistiques                                         |           | Mykola Borysenko                                                    | 6 juin           |
| ministre de l'éducation nationale                                 |           | Ivan Zyazyun 12 décembre Petro Talantchouk                          | 6 juin           |
| ministre de la culture                                            |           | Laryssa Khorolets                                                   | 6 juin           |
| ministre des conséquences de Tchernobyl                           |           | Heorhiy Hotovchyts                                                  | 6 juin           |
| ministre de la protection de l'environnement                      |           | Youri Chtcherbak                                                    | 19 juin          |
| ministre de la privatisation et de la défaisance des monopoles    |           | Viktor Salnikov                                                     | 19 juin          |
| ministre du commerce international                                |           | Valeriy Kravchenko 31 décembre Volodymyr Tymofeyev                  | 19 juin          |
| ministre de la défense                                            |           | Kostyantyn Morozov                                                  | 3 septembre      |
| ministre de la sécurité sociale                                   |           | Arkadiy Yershov                                                     | 17 septembre     |
| ministre du travail                                               |           | Mykhailo Kaskevych                                                  | 29 octobre       |